# Contea di Hancock (Ohio)
La contea di Hancock ( in inglese Hancock County ) è una contea dello Stato dell'Ohio, negli Stati Uniti. La popolazione al censimento del 2000 era di 71 295 abitanti. Il capoluogo di contea è Findlay.
La contea fu creata nel 1820 e successivamente organizzata nel 1828. È stata chiamata per John Hancock, il primo firmatario della Dichiarazione di Indipendenza.
La contea di Hancock comprende Findlay, OH Micropolitan Statistical Area.

## Geografia fisica

### Territorio
Secondo l'US Census Bureau, la contea ha una superficie totale di 1382 km², di cui 1376 km² è terra e 6,0 km² (0,4%) è l'acqua.

#### Contee adiacenti
- Contea di Wood (nord)
- Contea di Seneca (nord-est)
- Contea di Wyandot (sud-est)
- Contea di Hardin (sud)
- Contea di Allen (sud-ovest)
- Contea di Putnam (ovest)
- Contea di Henry (nord-ovest)

## Storia
La contea di Hancock fu fondata il 21 gennaio 1828 dall'Assemblea generale dell'Ohio dividendo le parti meridionali della Contea di Wood. Originariamente contenente solo la città Findlay, alla contea sarebbero stati aggiunti territori delle contee di Amanda e Welfare (ora Delaware), più tardi nell'aprile di quell'anno.
Altre townships furono strutturate come segue: Jackson nel 1829; Liberty and Marion nel dicembre 1830; Big Lick, Blanchard e Van Buren nel 1831; Washington, Union e Eagle nel 1832; Cass e Portage nel 1833; Piacevole nel 1835; Orange nel 1836; Madison nel 1840 e infine Allen nel 1850.
In origine quasi 24 miglia quadrate, la contea di Hancock avrebbe perso parte della sua porzione sud-est nel 1845 nella nuova Contea di Wyandot.

## Società

### Evoluzione demografica

#### Censimento del 2000
A partire dal censimento del 2000, erano presenti nel territorio della contea 71 295 persone, 27 898 famiglie con una casa propria e 19 138 famiglie residenti nella contea.
La densità di popolazione era di 52 persone ogni km². Erano presenti 29 785 unità abitative con una densità media di 22 per km².
La composizione razziale della contea era 95,14% di bianco, 1,11% di nero o afroamericano, 0,18% di nativi americani, 1,22% di asiatici, 0,02% di isolani del Pacifico, 1,22% di altre razze e 1,12% di due o più razze. Il 3,07% della popolazione era di razza ispanica o latina.
Vi erano 27 898 famiglie, di cui il 32,60% aveva bambini di età inferiore ai 18 anni che vivevano con loro, il 56,40% erano coppie sposate che vivevano insieme, l'8,70% aveva una donna senza un marito e il 31,40% erano non-famiglie. Il 26,00% di tutte le famiglie era costituito da persone sole e il 9,80% di queste aveva 65 anni o più. La dimensione media della famiglia in un'abitazione era 2,49 e la dimensione media della famiglia era 3,01.
Nella contea, la popolazione era distribuita con il 25,70% sotto i 18 anni, il 9,70% dal 18 al 24, il 28,70% dal 25 al 44, il 22,60% tra i 45 e i 64 anni e il 13,20% i 65 anni o più . L'età media era di 36 anni. Per ogni 100 femmine c'erano 94,30 maschi. Per ogni 100 femmine di età compresa tra 18 e oltre, ci sono stati 91,20 maschi.
Il reddito medio per una famiglia nella contea era 43856 $, e il reddito medio per una famiglia era 51490 $. I maschi avevano un reddito mediano di 37139 $ contro 24374 $ per le femmine. Il reddito pro capite per la contea era 20991 $. Circa il 5,20% delle famiglie e il 7,50% della popolazione erano al di sotto della soglia di povertà, compresi l'8,80% di quelli di età inferiore ai 18 anni e il 6,10% di quelli di età pari o superiore a 65 anni.

#### Censimento 2010
A partire dal censimento degli Stati Uniti del 2010, c'erano 74 782 persone, 30 197 famiglie con una casa propria e 19 884 famiglie residenti nella contea.
La densità di popolazione era di 54,3 per ogni km². C'erano 33 174 unità abitative con una densità media di 24,1 per km².
La composizione razziale della contea era del 93,4% bianca, 1,7% asiatica, 1,5% nera o afroamericana, 0,2% indiana americana, 1,4% di altre razze e 1,8% di due o più razze. Quelli di origine ispanica o latina costituivano il 4,5% della popolazione. In termini di ascendenza, il 43,1% era tedesco, l'11,0% era irlandese, il 10,3% era inglese e il 6,6% era americano.
Delle 30 197 famiglie, il 30,7% aveva figli con meno di 18 anni che vivevano con loro, il 51,3% erano coppie sposate che vivevano insieme, il 10,0% aveva una donna senza un marito, il 34,2% era non-famiglia e il 27,9% di tutte le famiglie erano persone sole.
La dimensione media della famiglia in un'abitazione era 2,42 e la dimensione media della famiglia era di 2,94. L'età media era di 38,5 anni.
Il reddito medio per una famiglia nella contea era 49070 $ e il reddito medio per una famiglia era 59600 $. I maschi avevano un reddito medio di 42479 $ contro 31631 $ per le femmine. Il reddito pro capite per la contea era 25158 $. Circa l'8,5% delle famiglie e l'11,4% della popolazione erano al di sotto della soglia di povertà, tra cui il 15,2% di quelli di età inferiore ai 18 anni e il 5,7% di quelli di età pari o superiore a 65 anni.

## Geografia antropica

### Suddivisioni amministrative

#### Città
- Findlay (capoluogo di contea)
- Fostoria

#### Villaggi
- Arcadia
- Arlington
- Benton Ridge
- Bluffton
- Jenera
- McComb
- Monte Bianco
- Mount Cory
- Rawson
- Van Buren
- Vanlue

#### Borgate
- Allen
- Amanda
- Biglick
- Blanchard
- Cass
- Delaware
- Eagle
- Jackson
- Liberty
- Madison
- Marion
- Orange
- Piacevole
- Portage
- Union
- Van Buren
- Washington

#### Comunità non incorporate
- Butlers Mill
- Cannonsburg
- Chase
- Cordelia
- Deweyville
- Hancock
- Houcktown
- Mortimer
- New Stark
- Portage Center
- Pratts
- Shawtown
- West Independence
- Williamstown